# El medallón ensangrentado
El medallón ensangrentado (en italiano: Il medaglione insanguinato) es una película de terror italiana de 1975 dirigida por Massimo Dallamano, y protagonizada por Richard Johnson, Joanna Cassidy, e Ida EstrGalli.  

## Trama
Michael Williams, un documentalista de la BBC, está trabajando en un proyecto que incluye representaciones de Satanás y muertes de inspiración demoníaca en obras de arte. Su esposa pereció en lo que se consideró un incendio accidental, y ahora cría a su hija preadolescente, Emily, con la ayuda de una devota institutriz, Jill, ambas todavía atormentadas por la muerte. La obsesión de Michael por un cuadro específico lo envía a Italia, y su médico de cabecera le sugiere que se lleve a su hija y a su institutriz para ayudarles a recuperarse. Mientras empaca para el viaje, Emily encuentra un medallón que Michael había comprado para su esposa en un viaje anterior, y a su vez le permite quedárselo. Al llegar a Italia, son recibidos por la directora de producción americana Joanna, que pronto se siente románticamente atraída por Michael. Cuando Michael se reúne con la historiadora de arte y autoproclamada condesa psíquica Cappelli, ella le ruega que no pregunte más sobre el cuadro, pero sin éxito. Después de un rodaje inicial en una galería abandonada donde reside el cuadro, la película revelada muestra lo que parece ser una presencia ectoplásmica que el equipo no había visto cuando rodaron. Cuando Michael y Joanna regresan a altas horas de la noche para averiguar por qué sucede esto, Emily tiene una pesadilla de ellos en peligro, y simultáneamente a su histeria, una estatua cae, casi matando a la pareja; los escombros revelan una espada de doble filo y un duplicado del medallón que Emily lleva, escondido en su interior. El comportamiento de Emily en general se vuelve más impredecible, como empezar a fumar y a tocar el piano cuando antes tenía poca habilidad, y comportarse de manera desagradable, particularmente hacia Joanna. La condesa advierte del peligro que corre todo el mundo basándose en estos descubrimientos y en una lectura del tarot, pero Michael descarta su preocupación. Joanna, intuyendo que la institutriz Jill también ha albergado sentimientos por Michael, intenta fomentar la convivencia llevando a todo el mundo a una tarde de juego en un parque al lado de un acantilado. La salida inicialmente agradable se vuelve trágica cuando un asaltante invisible empuja a Jill por el acantilado, cayendo hacia su muerte en aguas rápidas. Michael y Emily regresan a Inglaterra para el funeral de Jill, con la condesa rogándoles que no regresen. Emily también pide que no se la lleven a Italia, pero Michael intenta terminar su documental y resolver el misterio del cuadro. En su ausencia, la condesa regresa a la galería y descubre que alguien ha pintado sobre elementos del cuadro que revelan a una joven parecida a Emily poseyendo la espada y el medallón, y tiene una visión de Michael golpeando las puertas de la galería. También tiene una visión de una chica de otro tiempo tocando el piano, y escondiendo letras en su cuerpo. Descubre un piano abandonado, y encuentra las cartas todavía allí. De regreso a Italia, Michael le pide a Joanna que se quede con ellos para vigilar a Emily. Se reúne con la condesa una vez más, y ella le muestra las cartas, que detallan cómo la chica de su visión, llamada Emilia, sucumbió a una posesión demoníaca y mató a su familia. Ella le insta a llegar a Emily si espera salvarla. Mientras tanto, Emily, en plena posesión impulsada por el medallón, intenta matar a Joanna iniciando un incendio en su dormitorio con aceite para calefacción. Michael llega a tiempo para detener el fuego, pero Emily huye mientras él salva a Joanna. Emily entra en la galería y se horroriza al descubrir que es ella la responsable de la muerte tanto de su institutriz como de su madre; coge la espada y apuñala el cuadro en un terror maníaco. Michael la encuentra, y Emily corre a abrazarlo, aparentemente sin darse cuenta de que sostiene la espada de doble filo, que los mata a ambos.

## Reparto
- Richard Johnson como Michael Williams.
- Joanna Cassidy como Joanna Morgan.
- Evelyn Stewart (Ida Galli) como  Jill Perkins.
- Nicoletta Elmi como Emily Williams, el Niño de la Noche.
- Edmund Purdom  como El Doctor.
- Riccardo Garrone como el  Inspector Policial.
- Dana Ghia como la Madre de Emily.
- Lila Kedrova como  Countess Cappelli.

## Producción
El Medallón Maldito se tituló originalmente La bambina e il suo diavolo [Emily] (lit. La niñita y su diablito - Emily). Tenía una historia escrita por los esposos Franco Marotta y Laura Toscano junto con el director Massimo Dallamano.[1][4]  
El rodaje de la película comenzó el 28 de octubre de 1974. La película se rodó en Spoleto, Villa Parisi, Palazzo Chigi y Londres. Algunas fuentes afirman que la película fue una coproducción italiana y británica, pero las compañías de cine involucradas que la produjeron oficialmente eran italianas.

## Estreno
El Medallón Maldito se estrenó en Italia como Il medaglione insanguinato (Perché?!) el 22 de mayo de 1975, donde fue distribuido por Italian International Film.[1]  Se estrenó en los Estados Unidos en marzo de 1976. La película ha tenido los títulos en inglés El Niño de la Noche y El Medallón Maldito.
En 2005, la película fue restaurada y presentada como parte de la retrospectiva "Homenaje a Fulvio Lucisano" en el 62.º Festival Internacional de Cine de Venecia.